# Evelina Sašenko

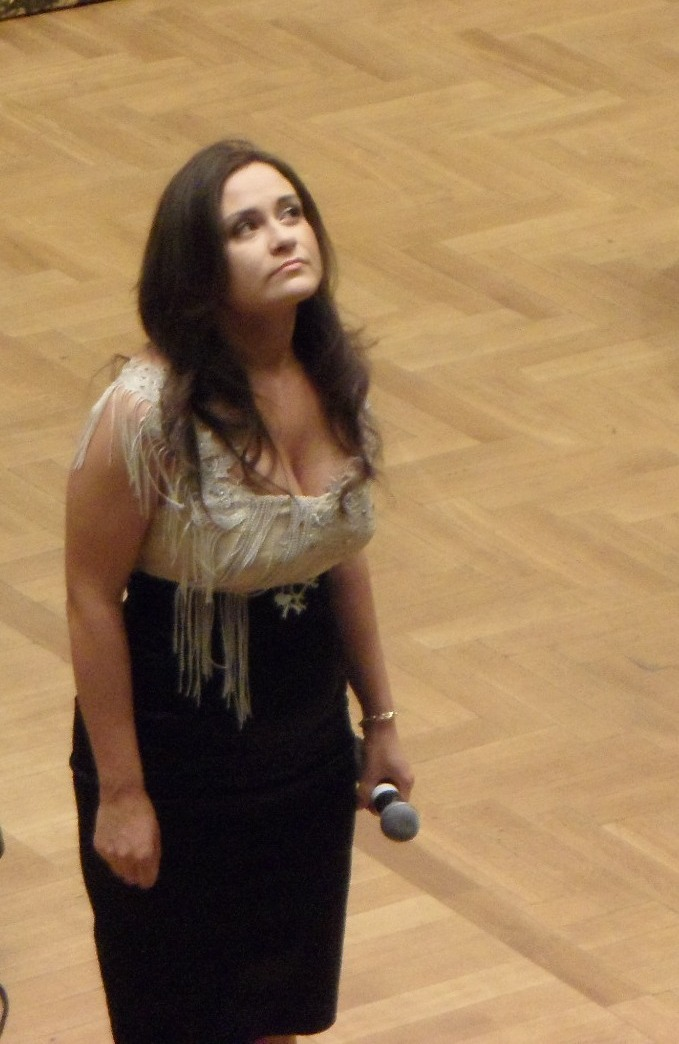
Evelina Sašenko.

Evelina Sašenko (polska: Ewelina Saszenko) född 26 juli 1987 i Rūdiškės, Litauiska SSR, är en litauisk-polsk jazzsångerska som föddes och bor i Litauen.
Evelina Sašenko representerade Litauen vid Eurovision Song Contest 2011, med låten "C'est ma vie".